# 微分结构
在数学中，集合M上的一个n-维微分结构（differential structure）或可微结构（differentiable structure）是一个带有附加结构（使得我们可以在该流形上做微积分）的拓扑流形，使其成为一个n-维微分流形。如果M已经是一个拓扑流形，我们要求新拓扑与原来已有的拓扑相同。

## 定义
对一个自然数n与可能为非负整数或无穷的某个k，一个n-维Ck微分结构是用一个Ck-图册定义的，这是在M的一些子集（其并集是整个M）与n维向量空间的一些开子集之间的双射集合（称为坐标卡）。
{\displaystyle \varphi _{i}:M\supset W_{i}\rightarrow U_{i}\subset \mathbb {R} ^{n}}。
它们是  Ck-相容的（在下面定义的意义下）：
每个这样的映射提供了将流形的某些子集可视为{\displaystyle \mathbb {R} ^{n}}中的开子集的一种方式，但此想法的有效性取决于当两个这样的映射的定义域重合时它们相同的程度。
考虑两个坐标卡：
{\displaystyle \varphi _{i}:W_{i}\rightarrow U_{i}}，
{\displaystyle \varphi _{j}:W_{j}\rightarrow U_{j}}。
这两个函数定义域的交集是：
{\displaystyle W_{ij}=W_{i}\cap W_{j}\;}
通过两个坐标卡映射映到两个像
{\displaystyle U_{ij}=\varphi _{i}\left(W_{ij}\right)}，
{\displaystyle U_{ji}=\varphi _{j}\left(W_{ij}\right)}
两个坐标卡之间的转移映射是此交集在两个坐标卡映射下的两个像之间的映射。
{\displaystyle \varphi _{ij}:U_{ij}\rightarrow U_{ji}}
{\displaystyle \varphi _{ij}(x)=\varphi _{j}\left(\varphi _{i}^{-1}\left(x\right)\right)}。
两个坐标卡{\displaystyle \varphi _{i},\,\varphi _{j}}是Ck-相容的，如果
{\displaystyle U_{ij},\,U_{ji}}
是开集，且转移映射
{\displaystyle \varphi _{ij},\,\varphi _{ji}}
有k阶连续导数。如果k = 0，我们只要求转移映射是连续的，故一个C0-图册只不过是定义拓扑流形的另一个方法。如果k = ∞，所有阶导数都必须连续。覆盖了整个流形的一族Ck-相容坐标卡是定义了一个Ck微分流形的Ck-图册。两个图册是  Ck-等价的如果他们坐标卡集合的并集组成一个Ck-图册。特别的，一个Ck-图册与定义拓扑流形的一个C0-图册C0-相容，则说在此拓扑流形上定义了一个Ck微分结构。这样图册的Ck 等价类是此流形不同的Ck微分结构。每个不同的微分结构由惟一一个极大图册确定，即此等价类中所有图册的并集。 

## 存在性与惟一性定义
对k>0，有Ck结构的任何流形上，存在惟一Ck-相容的C∞-结构，这是惠特尼的一个定理。另一方面，存在拓扑流形没有任何微分结构，参见唐纳森定理（与希爾伯特第五問題比较）。
当人们数一个流形上微分结构的多少时，往往模去保定向同胚。维数小于4的任何紧致流形上只有惟一一个微分结构。对维数大于4的所有流形上存在有限个微分结构。在{\displaystyle \mathbb {R} ^{n}}上只有一个微分结构，除非{\displaystyle n=4}的情形，有不可数多个。

## 维数从1到18的球面上微分结构
下表列出了维数到18的{\displaystyle n}-维球面上（光滑）微分结构（模去保持定向的微分同胚）数目。球面带有与通常的不同的微分结构称为怪球面。
| 维数 | 1 | 2 | 3 | 4 | 5 | 6 | 7  | 8 | 9 | 10 | 11  | 12 | 13 | 14 | 15    | 16 | 17 | 18 |
| 结构 | 1 | 1 | 1 | ? | 1 | 1 | 28 | 2 | 8 | 6  | 992 | 1  | 3  | 2  | 16256 | 2  | 16 | 16 |

除了至少有一个，目前仍不知道在4-维球面上有多少微分结构。可能是一个，有限个或无限个。只有一个的断言称为光滑庞加莱猜想。大多数数学家相信这个猜想是错的，即在4-维球面上不止一个微分结构。这个问题与开4-维球体上不止一个微分结构有关。

## 拓扑流形上的微分结构
上已提到，在维数小于4的拓扑流形上，只有一个微分结构。对维数为1和2，由约翰·拉东证明；在维数为3是由埃德温·莫伊泽证明的。利用阻碍理论，羅比恩·卡比与Laurent Siebenmann证明了大于4维的紧拓扑流形上的PL结构数目是有限的。约翰·米尔诺、Michel Kervaire以及Morris Hirsch证明了一个紧PL流形上的光滑结构数目是有限的且与同样维数球面上光滑结构的数目相等（参见Asselmeyer-Maluga, Brans chapter 7）。将这些结论合起来，维数不等于4的紧拓扑流形上的光滑结构数目是有限的。
4维复杂得多。对紧流形，结论取决于由第二个贝蒂数{\displaystyle b_{2}}衡量的流形复杂性。对大贝蒂数{\displaystyle b_{2}>18}，在一个单连通4-维流形中，可以利用沿着一个结或链环的一个割补产生一个新的微分结构。这样可以制造可数无穷多个微分结构。但即使是像{\displaystyle S^{4},S^{2}\times S^{2},{\mathbb {C} }P^{2},..}。之类的简单空间，仍然不知道其它微分结构的构造。对非紧4-维流形有许多例子比如{\displaystyle {\mathbb {R} }^{4},S^{3}\times {\mathbb {R} },M^{3}\setminus \{*\},..}。有不可数多个微分结构。

## 进一步阅读
- Hirsch, Morris, Differential Topology, Springer (1997), ISBN 0-387-90148-5.对微分结构的一般性数学说明。
- Kirby, Robion C. and Siebenmann, Laurence C., Foundational Essays on Topological Manifolds. Smoothings, and Triangulations.  Princeton, New Jersey: Princeton University Press (1977), ISBN 0-691-08190-5.
- Asselmeyer-Maluga, T. and Brans, C.H., Exotic Smoothness in Physics. World Scientific Singapore, 2007（更多信息参见网页http://loyno.edu/~cbta）[永久], ISBN 978-981-02-4195-7